# Leon Osman
Leon Osman (n. 17 mai 1981, Billinge Higher End, Wigan) este un fotbalist englez care în prezent este liber de contract.